# Cébrion
Pour les articles homonymes, voir Cébrion (homonymie).

Dans la mythologie grecque, Cébrion ou Cébrionès (en grec ancien Κεβριόνης / Kebriónês) est un prince troyen, fils illégitime de Priam.
Prenant part aux combats lors de la guerre de Troie, il est principalement cité dans l’Iliade. Lorsqu'Archeptolème, conducteur du char d'Hector, est tué au combat, Cébrion le remplace. Lors de la charge sur le campement achéen, il est le troisième chef (après Hector et Polydamas) du principal contingent troyen, « car Hektôr avait laissé à la garde du char un moins brave guerrier ». Il est finalement tué d'une pierre lancée par Patrocle lors de son aristie :

« cette pierre aiguë frappa au front le conducteur de chevaux Kébrionès (…). Et la pierre coupa les deux sourcils, et l'os ne résista pas, et les yeux du Troien jaillirent à ses pieds dans la poussière. Et, semblable au plongeur, il tomba du char, et son âme abandonna ses membres. »

Sa mort est suivie d'un combat entre Hector et Patrocle pour récupérer son corps, finalement gagné par les Achéens au soir tombant.